# 普利茅斯縣 (愛荷華州)
普利茅斯縣（英語：Plymouth County）是美国艾奥瓦州西部的一個縣，西隔密苏里河與南达科他州相望，面積2,237平方公里。根據2020年美國人口普查，共有人口25,698人，縣治勒马斯。該縣成立於1851年1月15日，縣政府成立於1858年10月27日，縣名來自普利茅斯殖民地。